# Маркиз Грей
Маркиз Грей — угасший титул в системе Пэрства Великобритании. Он был создан 19 мая 1740 года для Генри Грея, 1-го герцога Кента (1671—1740), сын Энтони Грея, 11-го графа Кента. 5 июня, через две недели после создания титула, Генри Грей, 1-й маркиз Грей, скончался. Титулы барона Лукаса и маркиза Грея унаследовала его внучка Джеймама Йорк, 2-я маркиза Грей (1722—1797), старшая дочь Джона Кэмпбелла, 3-го графа Бредалбейна и Холланда (1696—1782) и Эмэйбл Грей (ум. 1726). 22 мая 1740 года Джеймама Кэмпбелл вышла замуж за достопочтенного Филиппа Йорка, 2-го графа Хардвика (1720—1790). У супругов были две дочери: Леди Эмэйбл Йорк (1750—1833) и Леди Мэри Йорк (1757—1830). В январе 1797 года 73-летняя Леди Джеймам Йорк скончалась. Из-за отсутствия у неё сыновей титул маркиза Грея прервался с её смертью. Её старшая дочь Леди Амэйбл получила в 1816 году титул графини де Грей.

## Маркизы Грей (1740)
- 1740—1740: Генри Грей, 1-й герцог Кент (1671—1740), единственный сын Энтони Грея, 11-го графа Кента (1645—1702) и Мэри Лукас (ум. 1702), баронессы Лукас.
- 1740—1797: Джемайма Йорк, 2-я маркиза Грей (9 октября 1723 — 10 января 1797), старшая дочь Джона Кэмпбелла, 3-го графа Бредалбейна и Холланда (1696—1782) и Эмэйбл Грей.